# Bolon Tiku
Los Bolon Tiku, Bolontikú o Bolon ti ku («nueve de ellos» o «nueve en santidad»), también conocidos como los «nueve señores de la noche» por Eric S. Thompson que, según él, son nueve dioses que presiden cada uno de los nueve estratos del inframundo de la mitología maya. No obstante, tras el análisis de la escritura de estos glifos hay autores que difieren con respecto del concepto de Thompson y lo relacionan más con el maíz y sus ciclos.  En el calendario maya cada uno de los bolontikú rige un día completando un ciclo que se repite cada 9 días. Los Bolontikú de la mitología maya tienen semejanzas con los Yoalteuctin de la mitología azteca.
| Calendario gregoriano             | Glifo de hoy | Asignación numérica | Nombre del glifo | Presunto nombre verdadero |
| --------------------------------- | ------------ | ------------------- | ---------------- | ------------------------- |
| Hoy es martes 18 de marzo de 2025 |              | 6                   | G6               | Desconocido               |

## Nombres de glifos
Los nombres específicos de los bolontikú aún no son bien conocidos, sin embargo, los glifos correspondientes a estos dioses han sido etiquetados de G1 a G9. Se cree que el bolontikú G9 sea Pauahtun o el dios cuatripartito anciano, G4 sea Wuk Ah, una deidad de la agricultura, y G7 esté relacionado al mes Pax del sistema calendárico del Haab.   Generalmente en las estelas cada uno de los glifos del bolontikú están acompañados de un glifo especial llamado glifo F.
La serie de los bolontikú empieza desde G9 (primer glifo que representa un anciano) y luego de G1 a G8.  G9 es el primero de la lista ya que representa al número cero, así pues, en las siguientes imágenes aparecen en el orden numérico que va de 0 a 8:
| G9 | G1 | G2 | G3 | G4 | G5 | G6 | G7 | G8 |

En un análisis de la escritura de estos glifos en 1995 Michel Davoust teoriza que G9 es Chah Kin «sol de la noche», G1 es Bolon Ch’ul «las nueve divinidades», G2 es Hoy Abac «esparcidor de tinta o ceniza», G3 es Hanab Ch’ahon «flor del maíz»,  G4 es Wuk Ah «siete tallo de maiz», G5 es Ho’ Nen «cinco espejo»,  G6 es Nal «dios E del maíz» y G8 es  Ol «corazón».  Para G7 sus análisis fueron menos concluyentes pero se debatía entre Nah «desconocido», Nach «tener entre los dientes» o Ah Zac «señor blanco o señor brillante».
Hay semejanzas que se repiten en ciertos glifos, por ejemplo, G1 y G6 incluyen al número nueve en sus representaciones ya sea como superíndice o prefijo.  Sven Gronemeyer, de la universidad de Bonn de Alemania,  relaciona a los glifos G y F con los ciclos del maíz ya que los nombres suelen contar con el superfijo nal (T86) relacionado con el maíz y el dios E del maíz. Otra recurrencia es hul (T45 y T46) «arribar, aparecer o llegar» ya sea como prefijo o superfijo en G2, G3 y G5.

## Fórmula del bolontikú del día
Existen dos maneras para obtener el glifo correspondiente al bolontikú del día, una es mediante la cuenta larga y otra mediante la fecha juliana y la correlación GMT.

### Utilizando la cuenta larga
Se obtiene mediante una fórmula que utiliza el uinal y el kin de la cuenta larga y operación módulo con nueve como n:

{\displaystyle ((2*Uinal)+Kin)mod9=G\,}

Por ejemplo, para la fecha del 20 de diciembre de 2012 equivalente al 12 Baktun 19 Katun 19 Tun 17 Uinal 19 Kin el resultado será G8:

{\displaystyle ((2*17)+19)mod9=8\,}

G9 equivale a un resultado de 0, como por ejemplo el resultado para la fecha del 21 de diciembre de 2012 o 13 Baktun 0 Katun 0 Tun 0 Uinal 0 Kin:

{\displaystyle ((2*0)+0)mod9=0\,}

Esto quiere decir que todos los grandes ciclos siempre terminan en G8 y comienzan con G9.

### Utilizando la fecha juliana
También se puede obtener el bolontikú utilizando la fecha juliana menos la correlación GMT más un día y operación módulo con nueve como n

{\displaystyle (Juliana-GMT+1)mod9=G\,}

Por ejemplo, mediante la fórmula para la fecha del 20 de diciembre del 2012 obtendremos G8:

{\displaystyle (2456281-584283+1)mod9=8\,}

Para la fecha del 21 de diciembre del 2012 obtendremos G9:

{\displaystyle (2456282-584283+1)mod9=0\,}